# Ringlokschuppen Mülheim

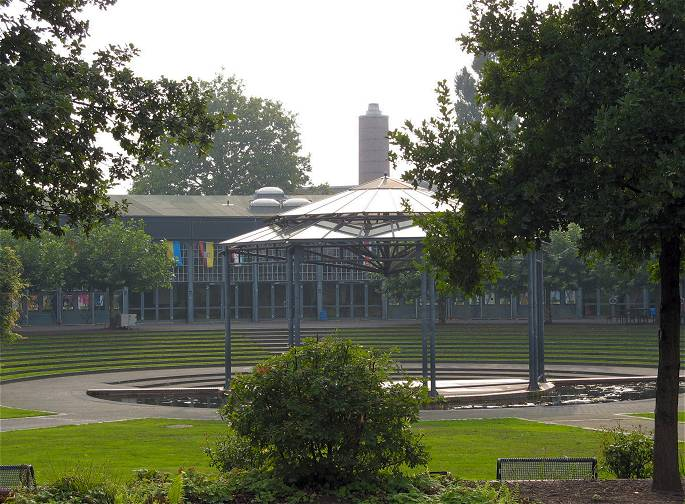
Ringlokschuppen in Mülheim (2006)

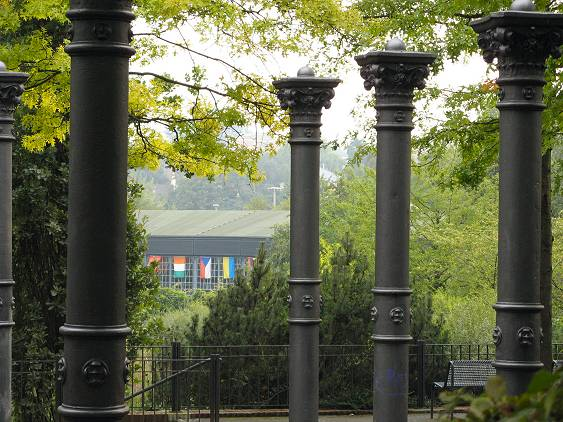
Die gusseisernen Tragsäulen der ehemaligen Eisenbahnbrücke am Schloss Broich (2006)

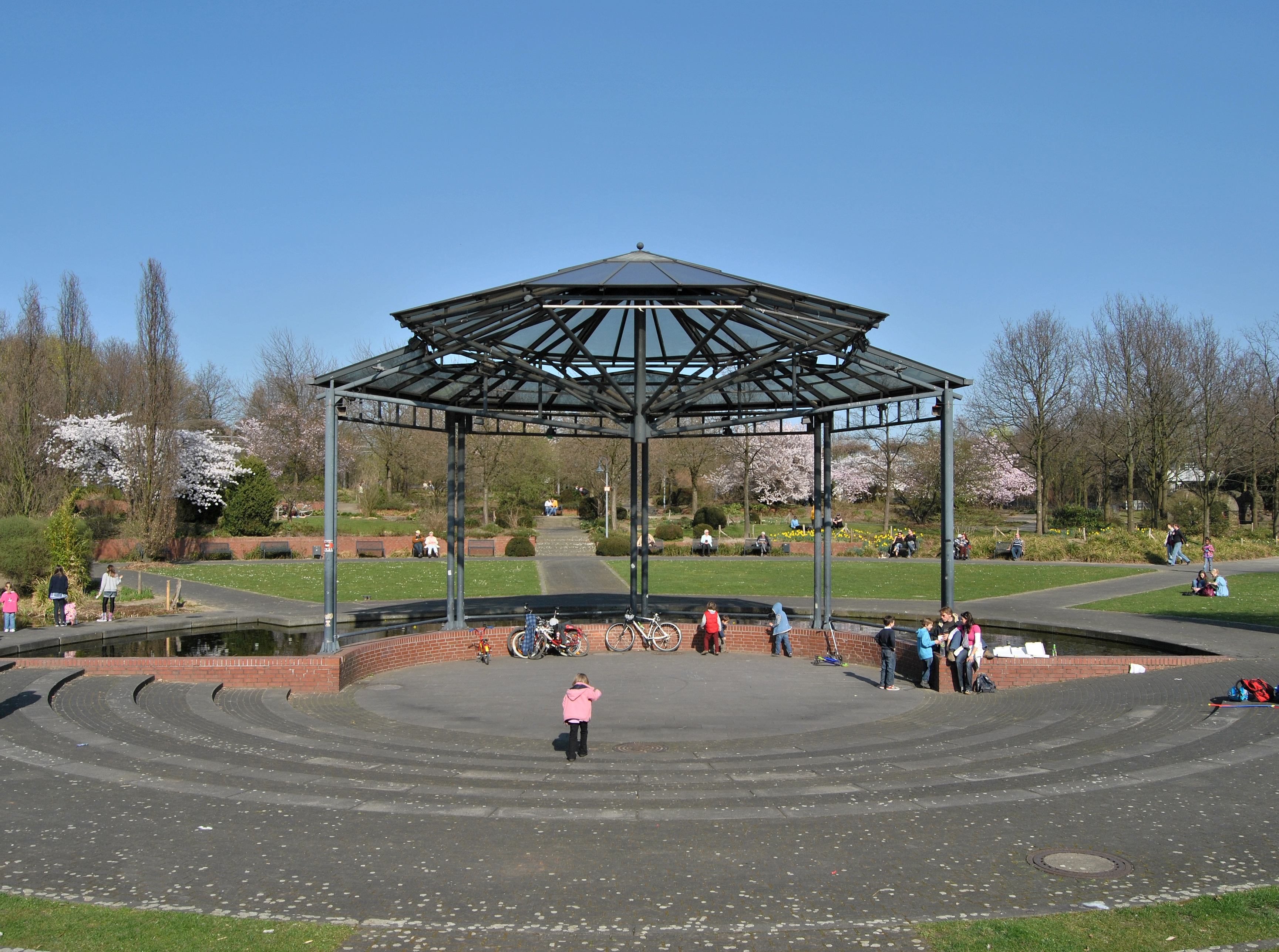
Ehemalige Drehscheibe (2011)

Der Ringlokschuppen in Mülheim an der Ruhr ist ein Ort für avancierte Kulturprojekte der Freien Szene – Theater, Musik, Tanz, Performance, Lesung – und Spielstätte der großen Festivals im Ruhrgebiet, der RuhrTriennale, der Mülheimer Stücke und der Impulse.

## Das Gebäude
Als Industriedenkmal verdeutlicht der Ringlokschuppen den Strukturwandel der Ruhrregion. Der um 1900 entstandene Lokschuppen umfasste 24 Stände für die Unterstellung von Lokomotiven in einem Gesamtwinkel von 154 Grad bei einer Gebäudetiefe von 22,25 Metern. Der Außenradius beträgt 57,75 Meter, der Innenkreis 35,50 Meter, die Firstfläche 8,30 Meter und die Traufhöhe 6,23 Meter. Als Teil des damaligen Bahnbetriebswerks Speldorf diente der Ringlokschuppen neben zwei weiteren Ringlokschuppen zur Unterstellung von Dampflokomotiven, die vom zugehörigen Wasserturm versorgt wurden. 1943 wurde die Drehscheibe, über die die Schuppengleise erreicht wurden, bei einem Bombenangriff zerstört.
Nach dem Zweiten Weltkrieg war Mülheim-Speldorf bis Anfang der 1970er Jahre eine Außenstelle (Ast) des Kraftwagenbetriebswerk (Kbw) Essen der Deutschen Bundesbahn hier untergebracht. In diesem Werk waren neben Bahnbussen auch andere Kraftfahrzeuge, wie schwere Zugmaschinen und Lkw für den Güterfernverkehr, stationiert. In den letzten Jahren vor der Komplettsanierung wurde der ehemalige Lokschuppen von einem im Gelände ansässigen Fuhrunternehmen als Reparaturwerkstatt genutzt.
Im Rahmen der gänzlichen Neuorientierung des Sanierungsgebietes als Gelände für die Landesgartenschau Nordrhein-Westfalen 1992 wurde das Gebäude komplett umgestaltet, seiner neuen Funktion als Kultur- und Begegnungsstätte entsprechend. Ein Großteil der Stahlkonstruktion musste wegen totaler Durchrostung erneuert werden, die Flächenfundamentierung wurde wegen der Rollkiesunterschicht auf die alten gemauerten Blockfundamente gelegt. Um den ursprünglichen Charakter des unter Denkmalschutz stehenden Gebäudes zu bewahren, wurden die alte Stahlfachwerkfassade und Fenster und Tore rekonstruiert bzw. in neuer Funktion erhalten.
Im Erdgeschoss befinden sich drei große Veranstaltungsräume, die durch ein 5 m breites umlaufendes Foyer miteinander verbunden sind: der Theatersaal (ca. 500 m²) mit Saalfoyer (ca. 150 m²), die Halle (ca. 250 m²) mit Eingangsfoyer (ca. 200 m²) und den ebenfalls am Eingangsfoyer angrenzenden Tender (ca. 250 m²).
In zweigeschossigen Zwischenelementen sind jeweils die erforderlichen Garderoben-, Dusch- und Umkleideräume zugeordnet, das gesamte Obergeschoss ist durch eine ebenfalls umlaufende Empore erreichbar. Hier befindet sich die Spielstätte des freien Mülheimer Figurentheaters Wodo Puppenspiel. Den Abschluss am rechten Gebäuderand bildet der Bereich der Büroräume und der Gastronomie, auf einer über zwei Geschosse verlaufenden Fläche von rund 900 Quadratmetern.
Seit 1992 dient der Ringlokschuppen als Spielstätte der Freien Kulturszene. Auf der Route der Industriekultur befindet sich der Ringlokschuppen in unmittelbarer Nähe des gemeinnützigen Projekts Alte Dreherei – Haus der Vereine in Mülheim an der Ruhr.

## Das Kulturzentrum
Das erklärte Ziel in der Programmplanung des Ringlokschuppens ist die kontinuierliche Förderung und Weiterentwicklung von avancierten Produktionen der Freien Kulturszene, häufig mit interkulturellem bzw. genreübergreifendem Charakter. Zu den großen Projekten der letzten Jahre zählt die Reihe Raumpfad, eine Koproduktion mit der Kultur Ruhr GmbH im Rahmen der RuhrTriennale 2004, das melez Festival 2005 und 2006 (2005 in Zusammenarbeit mit Dialog e. V. Duisburg und der Dervish Agentur Essen; 2006 in Zusammenarbeit mit der Kulturhauptstadt 2010) und das Projekt (U)topie 18, entwickelt und künstlerisch erarbeitet von raumlabor_berlin, entstanden als Koproduktion von Schauspiel Essen und dem Ringlokschuppen Mülheim in Zusammenarbeit mit den Duisburger Akzenten.